# Leucothyreus sosthenes
Leucothyreus sosthenes är en skalbaggsart som beskrevs av Ohaus 1918. Leucothyreus sosthenes ingår i släktet Leucothyreus och familjen Rutelidae. Inga underarter finns listade.